# 金容三
金 容三（キム・ヨンサム、朝鮮語: 김용삼、1941年9月5日 - 2009年3月）は、朝鮮民主主義人民共和国の政治家。鉄道相、价川鉄道局局長、最高人民会議代議員などを歴任した。龍川駅列車爆発事故の責任を問われ、2009年3月に処刑された。

## 経歴
1941年に生まれた。出生地は不明。1982年に最高人民会議第7期代議員に選出された。1988年9月に价川鉄道局局長に任命され、1998年9月に鉄道相に任命された。2001年3月に訪朝したニコライ・アクショーネンコロシア鉄道相と会談し、両国の鉄道連結について討議した。同年7月24日に金正日総書記の先発隊としてロシアを訪問し、金正日総書記の移動方法について討議し、8月4日に金正日総書記とウラジーミル・プーチン大統領の首脳会談に同席した。2006年3月16日にウラジオストクで開催された、南北露三カ国が参加したフォーラムに参加し、シベリア鉄道と朝鮮半島の鉄道連結について討議した。2007年5月17日に南北で分断されていた東海線の列車運行が再開され、祝賀演説を行った。2008年10月に鉄道相を解任された。
2009年3月に龍川駅列車爆発事故が発生した際に、金正日総書記の移動経路が漏洩した責任を問われ処刑された。一方では2008年9月9日に建国60周年を迎えた北朝鮮で、機関車が故障した為に祝賀行事に支障が出たことから処刑されたとの説もある。